# Pseudotaphoxenus
Pseudotaphoxenus is een geslacht van kevers uit de familie van de loopkevers (Carabidae). De wetenschappelijke naam van het geslacht is voor het eerst geldig gepubliceerd in 1865 door Schaufuss.

## Soorten
Het geslacht Pseudotaphoxenus omvat de volgende soorten:
- Pseudotaphoxenus abnormalis Jedlicka, 1961
- Pseudotaphoxenus acutithorax Casale, 1988
- Pseudotaphoxenus afghanus (Jedlicka, 1961)
- Pseudotaphoxenus angusticollis Fischer von Waldheim, 1823
- Pseudotaphoxenus aralensis Kabak, 2009
- Pseudotaphoxenus basilewskyi Casale, 1988
- Pseudotaphoxenus benesi Casale & Sciaky, 1999
- Pseudotaphoxenus blumenthali Casale, 1982
- Pseudotaphoxenus brevipennis Semenov, 1889
- Pseudotaphoxenus brucei Andrewes, 1930
- Pseudotaphoxenus cavazzutii Casale & Sciaky, 1999
- Pseudotaphoxenus cavicollis Sciaky & Pavesi, 1997
- Pseudotaphoxenus chevrieri Fairmaire, 1888
- Pseudotaphoxenus chinensis Jedlicka, 1953
- Pseudotaphoxenus collaris Schaufuss, 1865
- Pseudotaphoxenus csikii Jedlicka, 1953
- Pseudotaphoxenus dauricus Fischer von Waldheim, 1823
- Pseudotaphoxenus dignus Vereschagina, 1988
- Pseudotaphoxenus dissors Semenov, 1891
- Pseudotaphoxenus dostali Casale, 1988
- Pseudotaphoxenus elegantulus Sciaky & Pavesi, 1997
- Pseudotaphoxenus fassatii Jedlicka, 1952
- Pseudotaphoxenus ferghanensis Vereschagina & Kabak, 1996
- Pseudotaphoxenus gansuensis Jedlicka, 1953
- Pseudotaphoxenus ghilarovi Vereschagina, 1988
- Pseudotaphoxenus giorgiofiorii Casale & Vereschagina, 1986
- Pseudotaphoxenus gracilicornis J. Frivaldszky, 1892
- Pseudotaphoxenus gracilis Zoubkoff, 1833
- Pseudotaphoxenus gracillimus Semenov, 1889
- Pseudotaphoxenus haslundi Emdan, 1954
- Pseudotaphoxenus hauseri Jedlicka, 1933
- Pseudotaphoxenus hindukushi Casale, 1982
- Pseudotaphoxenus horvathi Jedlicka, 1952
- Pseudotaphoxenus humeralis Semenov, 1909
- Pseudotaphoxenus humilis Casale, 1988
- Pseudotaphoxenus igori Vereschagina & Kabak, 1996
- Pseudotaphoxenus jureceki Jedlicka, 1952
- Pseudotaphoxenus juvencus Ballion, 1871
- Pseudotaphoxenus kabakovi Casale & Vereschagina, 1986
- Pseudotaphoxenus kalganus Jedlicka, 1953
- Pseudotaphoxenus kansuensis Jedlicka, 1965
- Pseudotaphoxenus kaszabianus Casale, 1988
- Pseudotaphoxenus kavani Jedlicka, 1952
- Pseudotaphoxenus khan Casale, 1988
- Pseudotaphoxenus kraatzi Heyden, 1882
- Pseudotaphoxenus kryzhanovskiji Casale, 1988
- Pseudotaphoxenus kuljabensis Jedlicka, 1961
- Pseudotaphoxenus kulti Jedlicka, 1952
- Pseudotaphoxenus kurdaiensis Vereschagina & Kabak, 1996
- Pseudotaphoxenus lanzhouensis Lassalle, 1993
- Pseudotaphoxenus licenti Jedlicka, 1939
- Pseudotaphoxenus lutshniki Jedlicka, 1952
- Pseudotaphoxenus marani Jedlicka, 1952
- Pseudotaphoxenus mazenderanus Vereschagina, 1987
- Pseudotaphoxenus medvedevi (Vereschagina, 1988)
- Pseudotaphoxenus mentitus Vereschagina, 1989
- Pseudotaphoxenus meurguesae Casale & Ledoux, 1996
- Pseudotaphoxenus michajlovi Vereschagina, 1988
- Pseudotaphoxenus mihoki Jedlicka, 1953
- Pseudotaphoxenus minimus Jedlicka, 1952
- Pseudotaphoxenus mongolicus (Jedlicka, 1953)
- Pseudotaphoxenus niger Jedlicka, 1953
- Pseudotaphoxenus nitidicollis Sciaky & Pavesi, 1997
- Pseudotaphoxenus obenbergeri Jedlicka, 1952
- Pseudotaphoxenus occultus Ballion, 1871
- Pseudotaphoxenus oopterus Sciaky & Pavesi, 1997
- Pseudotaphoxenus optatus Vereschagina & Kabak, 1996
- Pseudotaphoxenus originalis Schaufuss, 1865
- Pseudotaphoxenus oruzganensis Casale & Vereschagina, 1986
- Pseudotaphoxenus ovalis Motschulsky, 1844
- Pseudotaphoxenus ovipennis Casale & Vereschagina, 1986
- Pseudotaphoxenus paropamisicus (Casale, 1982)
- Pseudotaphoxenus parvulus Semenov, 1889
- Pseudotaphoxenus planicollis Gebler, 1833
- Pseudotaphoxenus plutschewskyi Jedlicka, 1952
- Pseudotaphoxenus pongraczi Jedlicka, 1952
- Pseudotaphoxenus povolnyi Jedlicka, 1967
- Pseudotaphoxenus pseudocollaris Casale, 1988
- Pseudotaphoxenus punctibasis Jedlicka, 1952
- Pseudotaphoxenus putshkovi Vereschagina & Kabak, 1996
- Pseudotaphoxenus reichardti Lutshnik, 1930
- Pseudotaphoxenus robustus Lassalle, 1993
- Pseudotaphoxenus rufitarsis Fischer von Waldheim, 1823
- Pseudotaphoxenus rugupennis Faldermann, 1836
- Pseudotaphoxenus schaufussi Jedlicka, 1953
- Pseudotaphoxenus semiopacus Lassalle, 1993
- Pseudotaphoxenus sinicus Casale, 1988
- Pseudotaphoxenus staudingeri Jedlicka, 1929
- Pseudotaphoxenus sterbai Jedlicka, 1952
- Pseudotaphoxenus striatipennis Casale, 1988
- Pseudotaphoxenus stricticollis Casale, 1988
- Pseudotaphoxenus strigitarsis Jedlicka, 1958
- Pseudotaphoxenus subcostatus Menetries, 1837
- Pseudotaphoxenus subcylindricus Semenov, 1891
- Pseudotaphoxenus substriatus Ballion, 1871
- Pseudotaphoxenus susterai Jedlicka, 1952
- Pseudotaphoxenus taschkensis Jedlicka, 1952
- Pseudotaphoxenus thibetanus Casale, 1988
- Pseudotaphoxenus thoracicus Gebler, 1843
- Pseudotaphoxenus tianshanicus Semenov, 1908
- Pseudotaphoxenus tomskoensis Jedlicka, 1960
- Pseudotaphoxenus vereschaginae Casale, 1988
- Pseudotaphoxenus wrasei Casale & Sciaky, 1999
- Pseudotaphoxenus xiahensis Lassalle, 1993
- Pseudotaphoxenus yunnanus Casale & Sciaky, 1999
- Pseudotaphoxenus yupeiyui Casale, 1988
- Pseudotaphoxenus znojkoi Kryzhanovskij, 1964
- Pseudotaphoxenus zvarici Vereschagina & Kabak, 1996